# Els castellans
Els castellans és un recull d'articles de Jordi Puntí sobre la immigració espanyola a Manlleu durant la dècada de 1970. Va ser publicat per l'editorial L'Avenç l'any 2011 i consta d'onze capítols, que corresponen a sengles articles publicats pel mateix autor a la revista L'Avenç durant l'any 2007.

## Plantejament
El llibre presenta el fenomen de la immigració espanyola al Manlleu dels anys setanta des del punt de vista d'un nen d'entre 10 i 12 anys i de família catalanoparlant. Està plantejat com una col·lecció d'estampes en les quals l'autor retrata els espais on es trobaven els nens catalans d'origen i els nouvinguts o fills de nouvinguts, llocs com els descampats, els bars, els cinemes, l'escola, etc. El llibre posa de manifest l'existència d'una situació de confrontació entre els nens de les dure comunitats, i presenta els tòpics i els prejudicis que els catalans d'origen construïen entorn dels castellans.

## El punt de vista[calcitació]
El punt de vista permet de fer paleses les diferències en les formes de percebre's dels nens de les dues comunitats; els castellans apareixen com a més lliures i menys subjectes a les normes socialment establertes, cosa que desperta l'admiració i una certa enveja per part dels catalans, que són presentats com a més submisos i acovardits. Al mateix temps, però, el catalans tenen recels, prejudicis i fins i tot cert temor pels castellans, sentiments molt presents en els estereotips a través dels quals comprenen els castellans. Aquests estereotips identificaven els nouvinguts amb les actituds xulesques, la delinqüència, la brutalitat, etc. D'altra banda, es fa evident una certa asimetria en la relació entre uns i altres, en el sentit que, mentre que els nens catalans estan sempre atents a les actituds dels castellans, aquest últims, en canvi, solen mostrar-se indiferents respecte dels catalans, als quals només fan cas per desafiar-los o intimidar-los.

## L'estil
Tot i tenir un origen periodístic, l'obra s'ha de considerar una mostra de literatura memorialística. Amb tot, els fets relatats són ficcionals, no estrictament autobiogràfics, ja que, com explica el mateix autor, “La intenció inicial és parlar de la infància i això ja és fer ficció perquè les coses que vius com a nen sempre les vius per primera vegada, sense records; són fantasia. És quan ets gran que necessites les estratègies de la ficció per explicar-ho.” Puntí combina l'humor, la crueltat i la tendresa, i el seu estil és sobri, elegant i, sovint, irònic.

## Intenció de l'obra
Amb aquest llibre Puntí ha volgut explicar “com els tòpics i prejudicis de la immigració espanyola dels anys setanta ara es repeteixen amb la nova immigració”, ja que, segons l'autor, “la por al desconegut i la sensació d'invasió són les mateixes ara que abans”. D'altra banda, l'obra és també una reflexió sobre el caràcter dual de la identitat cultural catalana, que Puntí considera "bicèfala" per la coexistència de referents culturals catalans i castellans. Així mateix, també es pot llegir com un relat d'iniciació a la vida, d'entrada a l'edat adulta.

## Recepció
Pel que fa al vessant estrictament literari de l'obra, la crítica ha destacat que l'autor és un "observador intel·ligent i perspicaç, resistent acèrrim a la nostàlgia banal i, a canvi, astut i perceptiu analista de la maduració moral del mateix narrador”, i també que “evoca els ambients amb gran talent” i “ofereix un retrat ambivalent -crític i admiratiu al mateix temps”.
Pel que fa al vessant d'anàlisi sociològica de l'obra, se n'ha valorat que “té la virtut de posar sobre la taula una realitat de la que públicament no es parla gaire”, i que “traça la geografia dels prejudicis socials i de la por d'allò que és diferent”. Amb tot, també ha estat remarcat que l'obra defuig de tractar les conseqüències de l'emmirallament de la cultura catalana en la castellana.

## Imatges
Cada un dels capítols va precedit d'una fotografia en blanc i negre que mostra indrets del Manlleu de la dècada dels setanta i que són obra dels fotògrafs Carles Molist, Carles Martorell i Rafael Rueda.

## La immigració espanyola en la literatura catalana.
El fenomen de la immigració espanyola a Catalunya ha estat representat en la literatura catalana des de la dècada de 1930. D'aquells primers anys destaquen les aportacions de Carles Sentís, Irene Polo,Josep Maria de Sagarra, Josep Maria Planes, Josep Maria Francès o Xavier Benguerel. Després de la Guerra Civil Espanyola, el tema no reapareix com a tòpic literari en català fins a la dècada de 1960, amb les obres de Francesc Candel (Els altres catalans), Concepció G.Maluquer, Robert Saladrigas o Josep Maria Palau i Camps, entre d'altres.